# Ephelis sudanalis
Ephelis sudanalis là một loài bướm đêm trong họ Crambidae.